# キサントモナリシン
キサントモナリシン(Xanthomonalisin、EC 3.4.21.101)は、以下の化学反応を触媒する酵素である。
カゼインを切断する。
この酵素は、キサントモナス属が分泌する。